# Lucas Sithole
Lucas Sithole (1931-1994) fue un escultor sudafricano. Sus obras más representativas son las tallas en maderas indígenas, así como piezas en bronce, piedra y otros materiales.
Nació el  15 de noviembre de 1931, en Springs, Transvaal, Sudáfrica; falleció el 8 de mayo de 1994, en Pongola, Transvaal, Sudáfrica. Su padre era del pueblo zulú y su madre swazi ; estuvo casado y tuvo 7 hijos. Vivió en Kwa-Thema, Springs, Transvaal, hasta 1981, y a partir de entonces cerca de Pongola, en la frontera de Suazilandia y Mozambique.Nunca dejó el territorio de Sudáfrica, excepto para visitar Lesoto y Suazilandia.
Sus obras se conservan en diferentes museos repartidas en diferentes países y han sido mostradas en múltiples exposiciones en Europa y Estados Unidos.